# Nieznajomy nad jeziorem
Nieznajomy nad jeziorem (fr. L'inconnu du lac) – francuski dramat filmowy z 2013 roku w reżyserii Alaina Guiraudie. Zdjęcia kręcono nad jeziorem Sainte-Croix w departamencie Var.

## Fabuła
Podczas jednej z wizyt na gejowskiej plaży nudystów Franck zakochuje się w tajemniczym pływaku, Michelu. Okazuje się on jednak być śmiertelnie niebezpiecznym mężczyzną.

## Obsada
- Pierre de Ladonchamps jako Franck
- Christophe Paou jako Michel
- Patrick d’Assumçao jako Henri
- Jérôme Chappatte jako inspektor Damroder
- Mathieu Vervisch jako Eric
- Gilbert Traina jako mężczyzna
- Emmanuel Daumas jako Philippe
- Sébastien Badachaoui jako mąż Erica

## Nagrody wyróżnienia
- 66. Międzynarodowy Festiwal Filmowy w Cannes:
  - nagroda Queerowa Palma (wyróżniony: Alain Guiraudie)[1]
  - nagroda Un Certain Regard − nagroda za reżyserię (Alain Guiraudie)[1]
  - nominacja do nagrody głównej Un Certain Regard (Alain Guiraudie)[1]
- 2014, 39. ceremonia wręczenia Cezarów:
  - nagroda Cezara w kategorii najbardziej obiecujący aktor (Pierre Deladonchamps)[1]
  - nominacja do nagrody Cezara w kategorii najlepszy aktor drugoplanowy (Patrick d’Assumçao)[1]
  - nominacja do nagrody Cezara w kategorii najlepszy scenariusz oryginalny (Alain Guiraudie)[1]
  - nominacja do nagrody Cezara w kategorii najlepszy dźwięk (Philippe Grivel, Nathalie Vidal)[1]
  - nominacja do nagrody Cezara w kategorii najlepsze zdjęcia (Claire Mathon)[1]
  - nominacja do nagrody Cezara w kategorii najlepszy montaż (Jean-Christophe Hym)[1]
  - nominacja do nagrody Cezara w kategorii najlepszy reżyser (Alain Guiraudie)[1]
  - nominacja do nagrody Cezara w kategorii najlepszy film (Sylvie Pialat, Alain Guiraudie)[1]
- 2013, Ghent International Film Festival:
  - nominacja do nagrody Grand Prix (Alain Guiraudie)[1]
- 2013, Hawaii International Film Festival:
  - nominacja do nagrody EuroCinema Hawai'i w kategorii najlepszy film (Alain Guiraudie)[1]
- 2014, Lumiere Awards:
  - nominacja do nagrody Lumiere w kategorii najbardziej obiecujący młody aktor (Pierre Deladonchamps)[1]
- 2013, Montréal Festival of New Cinema:
  - Specjalne Wyróżnienie w konkursie filmów międzynarodowych (Alain Guiraudie)[1]
  - nominacja do nagrody Louve d’Or (Alain Guiraudie)[1]
- 2013, Prix Louis Delluc:
  - nominacja do nagrody Prix Louis Delluc w kategorii najlepszy film (Alain Guiraudie)[1]
- 2013, Nowe Horyzonty:
  - Nagroda Międzynarodowej Federacji Krytyki Filmowej (FIPRESCI) (Alain Guiraudie)[2]
  - nominacja do nagrody Grand Prix Festiwalu w konkursie głównym (Alain Guiraudie)[2]